# Corynomalus vestitus
Corynomalus vestitus is een keversoort uit de familie zwamkevers (Endomychidae). De wetenschappelijke naam van de soort werd in 1798 gepubliceerd door Voet.